# 越谷市立弥栄小学校
越谷市立弥栄小学校（こしがやしりつ やさかしょうがっこう）は、埼玉県越谷市北川崎にある公立小学校。

## 沿革
- 1975年4月1日 - 越谷市立大沢北小学校を分離して越谷市立弥栄小学校として開校
- 1976年5月20日 - 校歌、校章制定
- 1981年3月31日 - 越谷市立桜井南小学校を分離[1]

## 教育目標
「すなおな子」
- やさしい子
- さいごまでやりぬく子
- かしこい子[2]

## 通学区域
- 大沢 - 一部
- 大杉 - 一部
- 下間久里 - 一部
- 船渡 - 一部
- 弥栄町一丁目 - 全域
- 弥栄町二丁目 - 全域
- 弥栄町三丁目 - 全域
- 弥栄町四丁目 - 全域
- 弥十郎 - 一部[3]